# 4104-es mellékút (Magyarország)
A 4104-es számú mellékút egy bő 13,5 kilométeres hosszúságú, négy számjegyű mellékút Szabolcs-Szatmár-Bereg vármegye középső részén; Székelytől húzódik Ramocsaháza és Nyírkércs érintésével Baktalórántháza északi részéig. Fő iránya végig nagyjából északnyugat-délkeleti.

## Nyomvonala
Székely község központjának keleti részén ágazik ki a 4114-es útból – vagyis a 4-es főút régi, egykor a településen is átvezető nyomvonalából –, kevéssel annak az első kilométere után, kelet-délkelet felé. Petőfi utca néven húzódik a belterület széléig, amit nagyjából 750 méter megtétele után ér el, közben egy időre még keletebbi irányt vesz.
A második kilométere után szeli át Ramocsaháza határát – ott már ismét délebbi irányt követve –, a községet 3,2 kilométer után éri el, s ott a Kossuth Lajos utca nevet veszi fel. A központban, a 4+250-es kilométerszelvénye közelében kiágazik belőle délnyugat felé a 41 102-es számú mellékút, mely a zsáktelepülésnek tekinthető Nyíribrony központjába vezet; majd ismét keletebbnek veszi az irányt. A hatodik kilométere táján éri el a belterület keleti szélét, a 7+750-es kilométerszelvénye közelében pedig el is hagyja e település határát.
Nyírkércs területén folytatódik, s e község lakott területeit kicsivel a tizedik kilométere előtt éri el. A települési neve itt a központig Fő utca, majd onnan délre Bakti utca; így hagyja el a belterület déli szélét, körülbelül 11,4 kilométer megtétele után. A 12+350-es kilométerszelvénye közelében szeli át Baktalórántháza határát, majd kicsivel a belterület szélének elérése után véget is ér, beletorkollva a 4105-ös útba, annak a 22+200-as kilométerszelvénye közelében.
Teljes hossza, az országos közutak térképes nyilvántartását szolgáló kira.kozut.hu adatbázisa szerint 13,535 kilométer.

## Települések az út mentén
- Székely
- Ramocsaháza
- Nyírkércs
- Baktalórántháza